# Erin Pizzey
Erin Patria Margaret Carney coniugata Pizzey (Qingdao, 19 febbraio 1939) è una scrittrice britannica, attivista nel campo delle violenze familiari e nota per le sue opinioni antifemministe sul tema della violenza domestica e per aver aperto il primo rifugio del Regno Unito per donne vittime di violenza domestica, nel 1971.

## Il Chiswick Women's Aid
Erin Pizzey ha iniziato la sua attività a Belmont Terrace, Chiswick, Londra ovest, dove ha fondato nel 1971, il "Chiswick Women's Aid", uno dei primi rifugi per donne vittime di violenza domestica (che successivamente si è diviso in due strutture distinte: "Refuge" e "Women's Aid Federation of England" il cui lavoro procede senza il contributo della Pizzey).
Le prime attività di Pizzey, quelle che riguardavano in particolare la denuncia delle violenze subite dalle donne, furono encomiate nel 1975 da Jack Ashley, rappresentante del Partito Laburista, in un discorso in parlamento. Ashley dichiarò infatti, in quel periodo, in ordine al lavoro portato avanti da Erin Pizzey:
«Il lavoro della signora Pizzey è stato un lavoro pionieristico di prim'ordine. Lei, per prima, ha riconosciuto il problema, per prima ha riconosciuto la gravità della situazione e per prima ha fatto qualcosa di concreto, creando il centro di aiuto di Chiswick. Il risultato di questo magnifico lavoro pionieristico è che l'intera nazione, ora, si rende conto dell'importanza del problema».

## La posizione personale di Pizzey sul femminismo e sulla violenza domestica
Pizzey, negli anni successivi, adottò posizioni apertamente antifemministe. In un articolo pubblicato nel 2007, partendo da riflessioni sulla sua infanzia e da esperienze avute nei primi tempi della sua attività, ha maturato la convinzione che molte donne, all'interno delle mura domestiche subivano effettivamente violenza, assieme ai loro figli, a causa degli uomini. Tuttavia ha affermato che alcune donne non raccontavano la verità. Inoltre, citando un episodio particolare, ha dichiarato che il suo movimento contro la violenza domestica veniva sfruttato e utilizzato da femministe estremiste e militanti per accusare e demonizzare gli uomini, non solo nel Regno Unito ma anche a livello internazionale. Pizzey ha sostenuto che, negli anni successivi a quell'episodio, la richiesta di aiuto da parte di donne vittime di violenze domestiche sia cresciuta sottolineando che l'associazione femminista denominata Women's Aid Federation of England, ha iniziato a gestire un budget di milioni di sterline all'anno, finanziato da varie fonti, principalmente dallo Stato.
In una intervista del 2009, tornando sull'argomento a partire dai propri traumi infantili, Erin Pizzey ha specificato ancora più dettagliatamente come gli abusi subiti da parte da entrambi i genitori ed in particolare quelli psicologici da parte della madre abbiano influenzato la sua visione delle donne chiarendo definitivamente di non aver mai fatto parte del movimento nazi-femminista, anzi di aver sempre pensato che il femminismo mirasse a distruggere le famiglie.
Purtroppo per Pizzey lei e il suo lavoro sono stati oggetto di minacce, anche di morte, da parte di militanti femministe e boicottaggi a causa delle conclusioni cui è giunta durante gli anni da attivista nel campo delle violenze domestiche.
Pizzey asserisce di aver lasciato l'Inghilterra per l'America in seguito a minacce di morte contro lei, i suoi figli e i suoi nipoti nonché per l'uccisione del suo cane: atti che ella attribuisce ad attiviste femministe.
Pizzey critica in modo veemente il movimento femminista sostenendo che l'intento è quello di demonizzare gli uomini:
(Erin Pizzey, "Uomini o donne: chi sono le vittime?", Londra, Institute for the Study of Civil Society, 2000)
Pizzey affermò di essersi convinta che la maggior parte delle violenze domestiche hanno carattere di reciprocità, con abusi da parte di entrambi i partner in misura abbastanza simile. Tale conclusione, affermò Pizzey, si basava sui colloqui avuti con le donne che arrivavano nel rifugio; alcune di esse, secondo questi resoconti, erano altrettanto o, addirittura, più violente dei loro mariti.
Nel suo "Studio comparativo delle donne picchiate e donne inclini alla violenza", Pizzey distingue fra le "vere donne picchiate" e le "donne inclini alla violenza": le prime vengono definite come "vittime involontarie ed innocenti della violenza del partner" e le seconde come "involontarie vittime della loro propria violenza". Lo studio sostiene che il 62% delle donne analizzate erano più accuratamente descritte come "inclini alla violenza".
Nel suo libro Prone to violence, Pizzey ha proposto la teoria secondo la quale molte delle donne che avevano trovato rifugio nella sua struttura avessero una personalità che le spingeva a cercare rapporti violenti, suggerendo che alti livelli di ormoni e sostanze neurochimiche associate a traumi infantili, porti, tali donne, ad essere (da adulte) ripetutamente coinvolte in dissidi violenti con i partner per cercare di simulare l'impatto emozionale delle loro esperienze infantili, nonostante le conseguenze fisiche, emozionali, legali e finanziarie. Il libro contiene numerose storie di famiglie descritte in quest'ottica, nonché una dissertazione sul perché l'approccio della moderna assistenza familiare sia secondo lei inefficace.

## La causa per diffamazione
Nel 2009 Pizzey ottenne un successo legale nei confronti dell'editore Macmillan, citato per diffamazione in riferimento ai contenuti del libro Storia della moderna Gran Bretagna (A History of Modern Britain) di Andrew Marr. La pubblicazione ha sostenuto il falso scrivendo che un tempo Pizzey aveva fatto parte del gruppo militante Angry Brigade, coinvolta in alcuni attentati dinamitardi negli anni 1970. L'editore ha dovuto distruggere la versione incriminata del libro e ripubblicarlo dopo aver rimosso l'errore.
Il riferimento al Angry Brigade era stato fatto nel 2001, in un'intervista con The Guardian. Questa intervista afferma che lei è stata buttata fuori dal movimento femminista, dopo la minaccia da parte sua di informare la polizia su un attentato organizzato dalla Angry Brigade contro il Negozio di abbigliamento Biba; ..dissi che se si proseguiva con questo - stavano discutendo di far esplodere il Biba sarei andata a chiamare la polizia, perché io davvero non credo in questi metodi..

## White Ribbon Copycat
Nel 2014 l'organizzazione mascolinista "A Voice for Men" ha lanciato il sito di proprietà di Erin Pizzey "whiteribbon.org" adottando la grafica e il linguaggio della Campagna del Fiocco Bianco. Accusato di "dirottamento" rispetto alla Campagna del Fiocco Bianco, il sito è stato duramente criticato da Todd Minerson, direttore esecutivo della Campagna del Fiocco Bianco, che lo ha descritto come "una campagna copycat per veicolare le proprie opinioni arcaiche e smentite circa le realtà della violenza di genere". Il sito riportava l'affermazione che la violenza domestica è perpetrata allo stesso modo da uomini e donne e faceva "propaganda anti-femminista". In seguito a tali denunce il sito ha cambiato grafica e dominio, pur rimanendo di proprietà di Erin Pizzey e gestita da "A Voice for Men".

### Opere di Erin Pizzey
- Erin Pizzey, Scream Quietly or the Neighbours Will Hear
- Erin Pizzey, Infernal Child (an early memoir)
- Erin Pizzey, Sluts' Cookbook
- Erin Pizzey, Erin Pizzey Collects
- Erin Pizzey, Jeff Shapiro, Prone to violence. England: Hamlyn, 1982. ISBN 0-600-20551-7
- Erin Pizzey, Wild Child
- Erin Pizzey, The Emotional Terrorist and The Violence-prone ISBN 0-88970-103-2 (excerpt)

### Novelle
- The Watershed
- In the Shadow of the Castle
- The Pleasure Palace (in manuscript)
- First Lady
- Counsul General's Daughter
- The Snow Leopard of Shanghai
- Other Lovers
- Swimming with Dolphins
- For the Love of a Stranger
- Kisses
- The Wicked World of Women
- The Fame Game (work in progress)
- The Lifestyle of an International Best selling Author